# هيكتور أغيلار
هيكتور أغيلار (بالإسبانية: Héctor Aguilar)‏ هو دراج أوروغواياني، ولد في 16 أبريل 1984 في مالدونادو في الأوروغواي.

## وصلات خارجية
- هيكتور أغيلار على موقع أرشيف الدراجات (الإنجليزية)
- هيكتور أغيلار على موقع إحصائيات الدراجات الإحترافية (الإنجليزية)
- هيكتور أغيلار على موقع نسبة الدراجات (الإنجليزية)